# Невъзможно завръщане
„Невъзможно завръщане“ (на английски: Stop-Loss) е американска военна драма от 2008 г. на режисьора Кимбърли Пиърс. Във филма участват Райън Филипи, Аби Корниш, Чанинг Тейтъм, Джоузеф Гордън-Левит като четирима млади войници. Разпространен е от Paramount Pictures и е продуциран от MTV Films. Филмът получава смесени отзиви от критиците.